# Clathria ulmus
Clathria ulmus är en svampdjursart som beskrevs av Vosmaer 1880. Clathria ulmus ingår i släktet Clathria och familjen Microcionidae. Inga underarter finns listade i Catalogue of Life.